# Bulige
Bulige è una circoscrizione rurale (rural ward) della Tanzania situata nel distretto rurale di Kahama, regione di Shinyanga. Conta una popolazione di 10 505 abitanti (censimento 2012).